# Otto Sinding

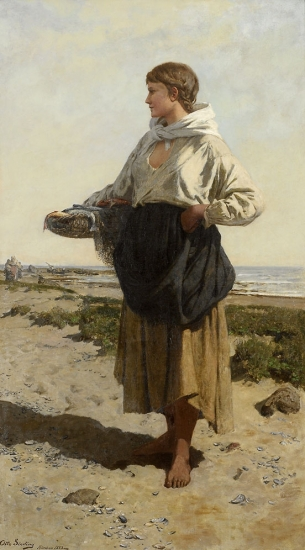
Fiskerjente på strand, 1883.

Otto Ludvig Sinding, född 20 december 1842 i Kongsberg, Norge, död 23 november 1909 i München, var en norsk målare, tecknare, författare och professor vid Akademie der Bildenden Künste München.
Han var son till ingenjören Mathias Wilhelm Sinding och hans hustru Cecilie Marie samt bror till Johanna, Stephan och Christian Sinding samt far till Sigmund Sinding. Sinding blev student 1860 och juris kandidat 1864 och tjänstgjorde därefter en period i inrikesdepartementet innan han övergick till konsten 1867. Han studerade konst för Johan Fredrik Eckersberg 1868 samt Hans Gude och Wilhelm Riefstahl i Karlsruhe 1869–1872. Sinding var bosatt i München 1872–1876 och ägnade sig åt ett vagabondresande, rastlöst sökande konstnärsliv med stafflimålning och tillfälliga jobb som teaterdekoratör samtidigt som han studerade konst för Carl von Piloty. Han vistades i Norge 1876–1880 med kortare avbrott för resor till Paris. Han flyttade till München 1891 och vistades omväxlande där eller i Berlin med avbrott för ett antal målarresor till den tyska kusten och Norge. Under en resa till Ishavet 1895 utförde han ett antal kraftfulla landskapsskildringar och 1895–1896 var han i Leipzig och målade bland annat en panoramabild över slaget vid Leipzig 1813. Hans resor tog honom bland annat till Lysekil där han målade en serie landskapsbilder i Gudes efterföljd. Sinding tillhörde den senromantiska epoken av norska landskapsmålare som bland annat Ludvig Munthe och Amaldus Nielsen. Av konsthistorikern Leif Østby blev Sinding karakteriserad som mångsidig men också effektjagande. Sinding manifesterade aldrig en egen, personlig stil, men i sina landskapsmålerier visade han sin norska bakgrund och han har blivit karakteriserad som Lofotens målare. Bland hans offentliga arbeten märks Kristus på korset för Pauluskyrkan i Kristiania, Slaget vid Svolder på Oslo slott. I slutet av 1890-talet var han regissör vid Christiania Theater och därefter vid Centralteatret i Oslo. Han återvände runt sekelskiftet till München där han anställdes som professor vid Konstakademien. Som illustratör tecknade han illustrationer för Peter Christen Asbjørnsens och Jørgen Moes sagor. Han gav ut diktsamlingen Skovstjerner 1862 och 1894 gav han ut två diktsamlingar samt flera skådespel och komedier. Sinding är representerad vid Nasjonalmuseet, Göteborgs konstmuseum, Nationalmuseum Köpenhamns konstmuseum, Nya pinakoteket i München och ett flertal museum i Danmark, Norge och Tyskland.